# Solec-Zdrój (gmina)
Solec-Zdrój est une gmina rurale du powiat de Busko, Sainte-Croix, dans le centre-sud de la Pologne. Son siège est le village de Solec-Zdrój, qui se situe environ 17 km au sud-est de Busko-Zdrój et 61 km au sud de la capitale régionale Kielce.
La gmina couvre une superficie de 84,9 km2 pour une population de 4 987 habitants.

## Géographie
La gmina inclut les villages de Chinków, Kików, Ludwinów, Magierów, Piasek Mały, Piestrzec, Solec-Zdrój, Strażnik, Sułkowice, Świniary, Wełnin, Włosnowice, Zagaje Kikowskie, Zagajów, Zagajów-Kolonia, Zagórzany, Zborów, Zielonki et Żuków.
La gmina borde les gminy de Busko-Zdrój, Nowy Korczyn, Pacanów et Stopnica.